# إدواردو أمالدي

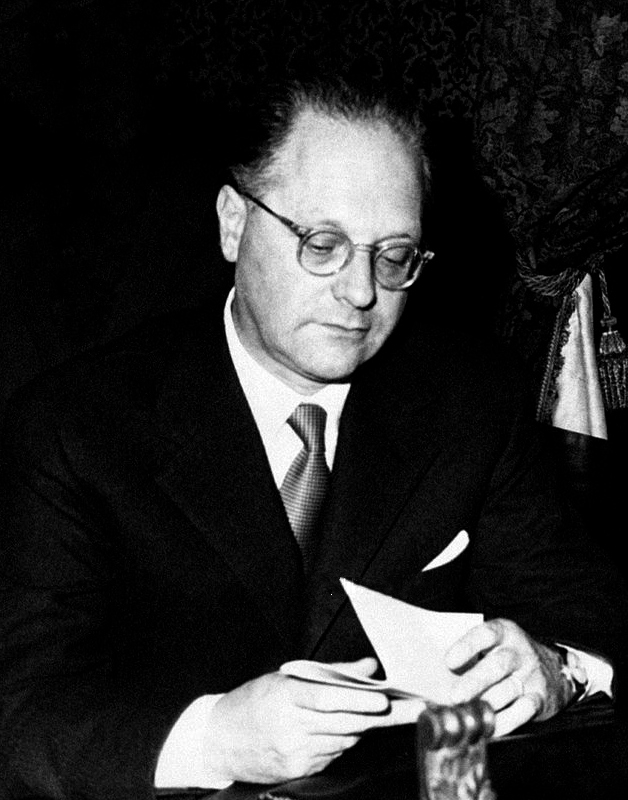
إدواردو أمالدي.

إدواردو أمالدي (بالإيطالية: Edoardo Amaldi) (5 سبتمبر 1908 - 5 ديسمبر 1989) كان فيزيائي إيطالي.

## عن حياته

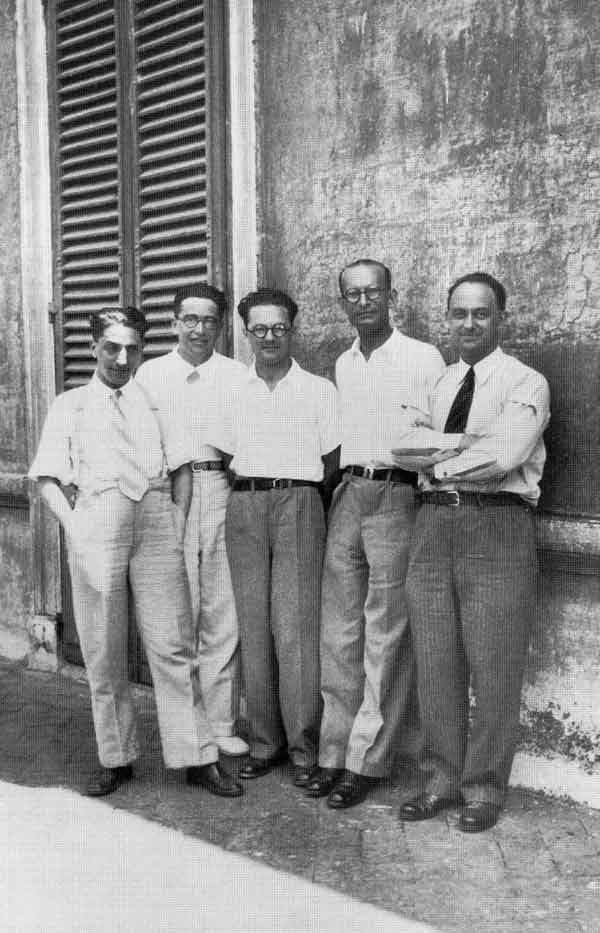
ملصق من فيلم الوحش ذو العين الخضراء عام 1919.

ولد أمالدي في كاربانيتو بياتشنتينو، وهو نجل أوغو أمالدي، أستاذ الرياضيات في جامعة بادوفا، ولويزا باسيني.
أطلق اسمه على ثالث مركبة نقل آلية تابعة لوكالة الفضاء الأوروبية.